# Eloeophila irene
Eloeophila irene là một loài ruồi trong họ Limoniidae. Chúng phân bố ở miền Tân bắc.